# أبو ملعقة ملكي
'أبو ملعقة الملكي'(Platalea regia) والمعروف أيضا باسم أبو ملعقة أسود المنقار وهو طائر من جنس أبو ملعقة والتي تنتمي إلى فصيلة أبو منجليات ، وكما هو الحال مع طيور أبو ملعقيات فإنها تيش في البحيرات والمياه الضحلة في كل من أستراليا ونيوزلندا واندونيسيا وبابوا وغينيا الجديدة وجزر سليمان. وقيل أيضا انها أدخلت إلى كاليدونيا الجديدة ،وأبو ملعقة الملكي يأكل القشريات والعوالق والأسماك الصغيرة.

## الوصف
- وأبو ملعقة الملكي هو طائر كبير أبيض اللون وسيقانه ومنقاره بالأسود القاتم على شكل ملعقة، وهو طائر له سيقان طويلة للمشي بها على الماء، يأكل السمك والمحار وسرطان البحر والبرمائيات.

## التكاثر
- تضع الأنثى بيوضها في عش على الأشجار وقد تحتوي على 2 إلى 3 بيضات ،والذي يفقس بعد 21 يوم.

## معرض صور

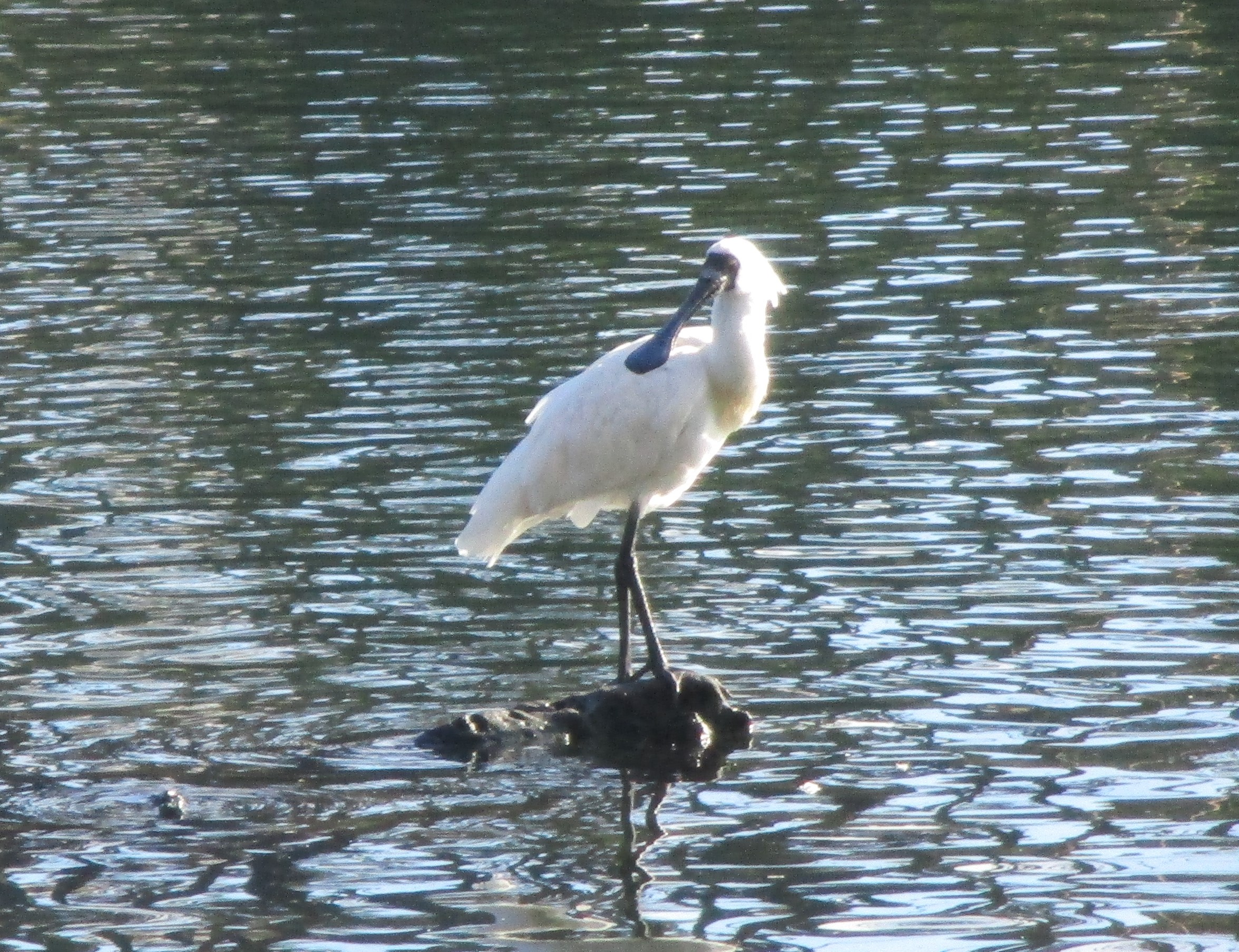
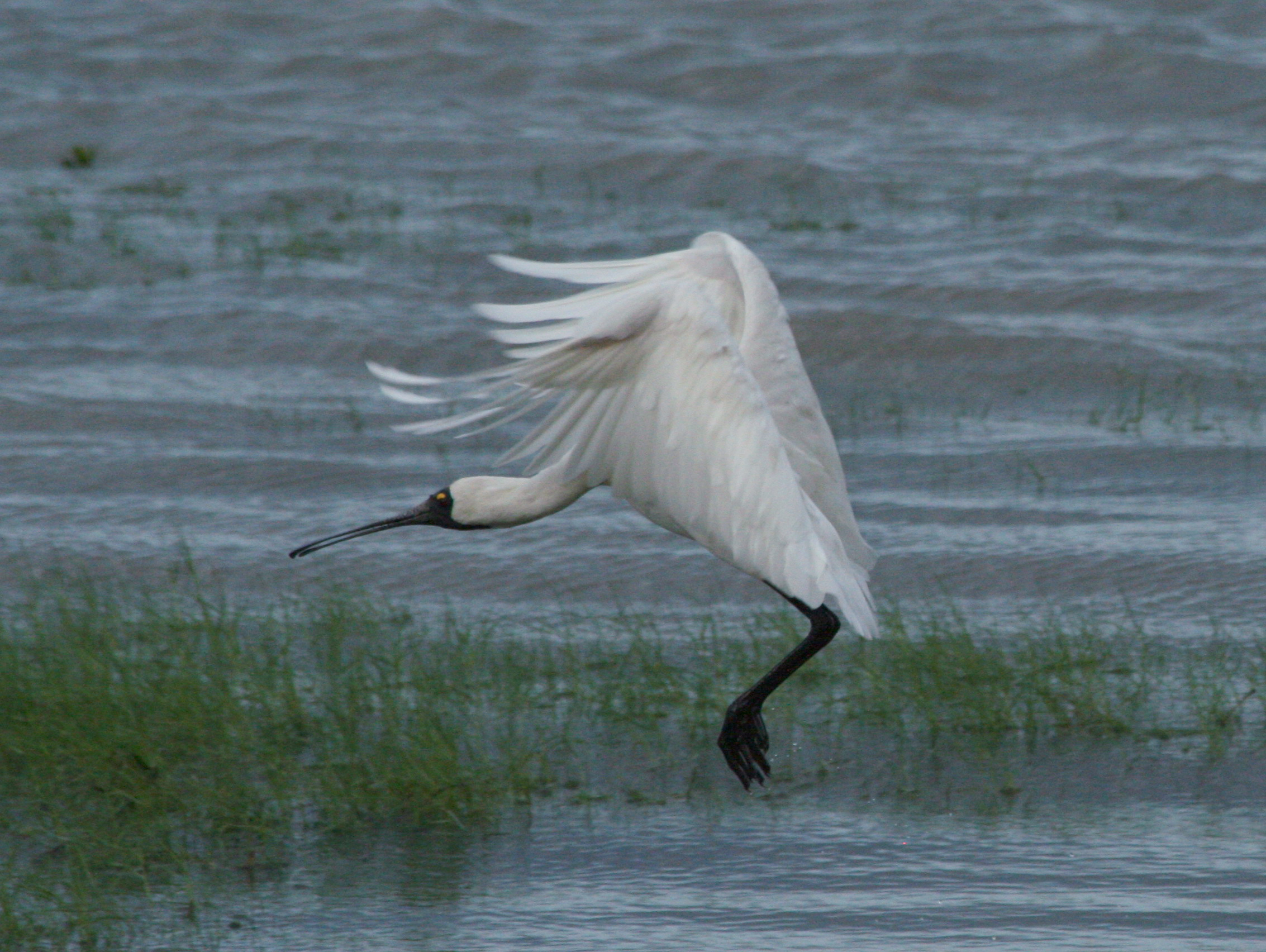
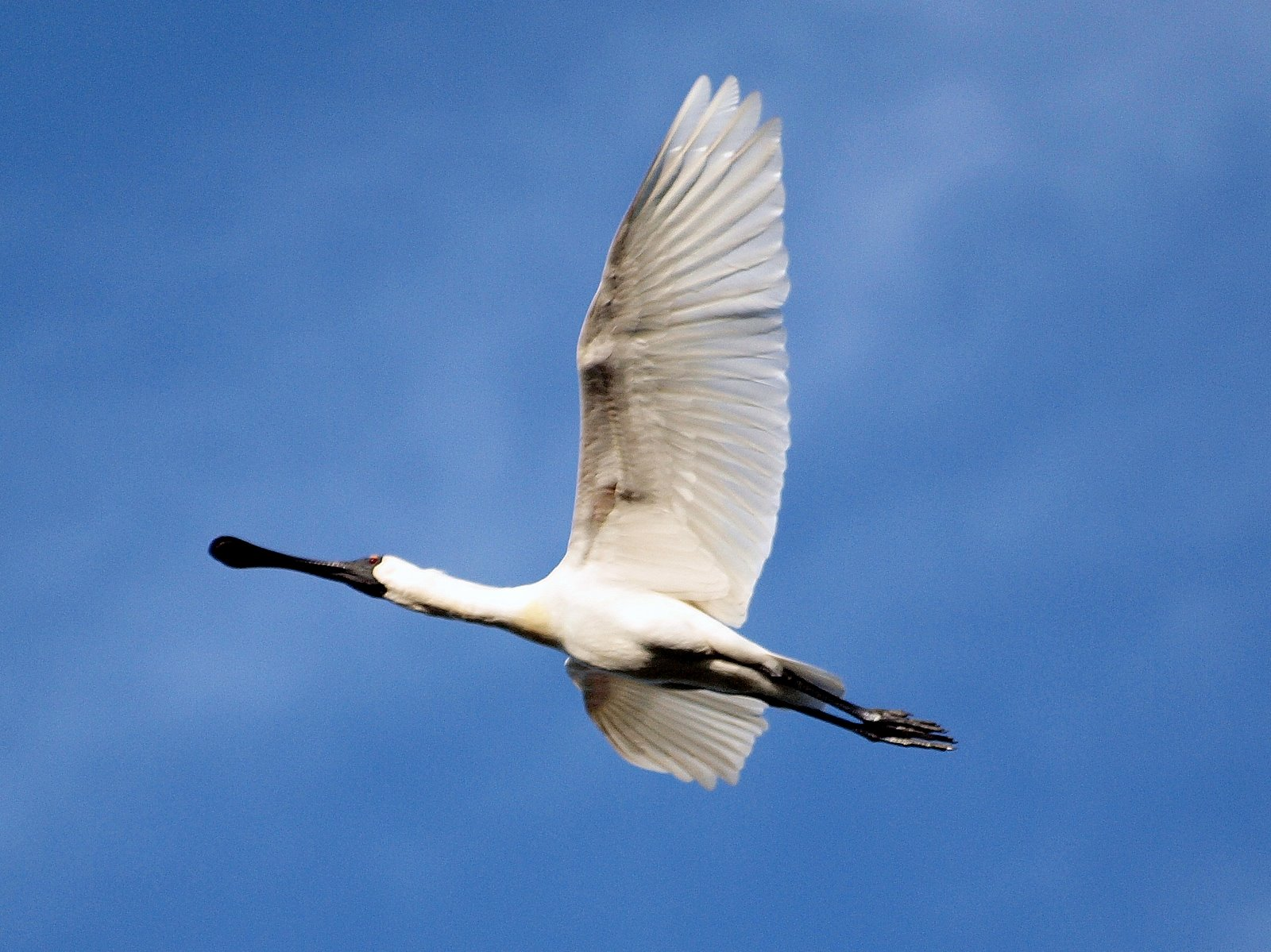
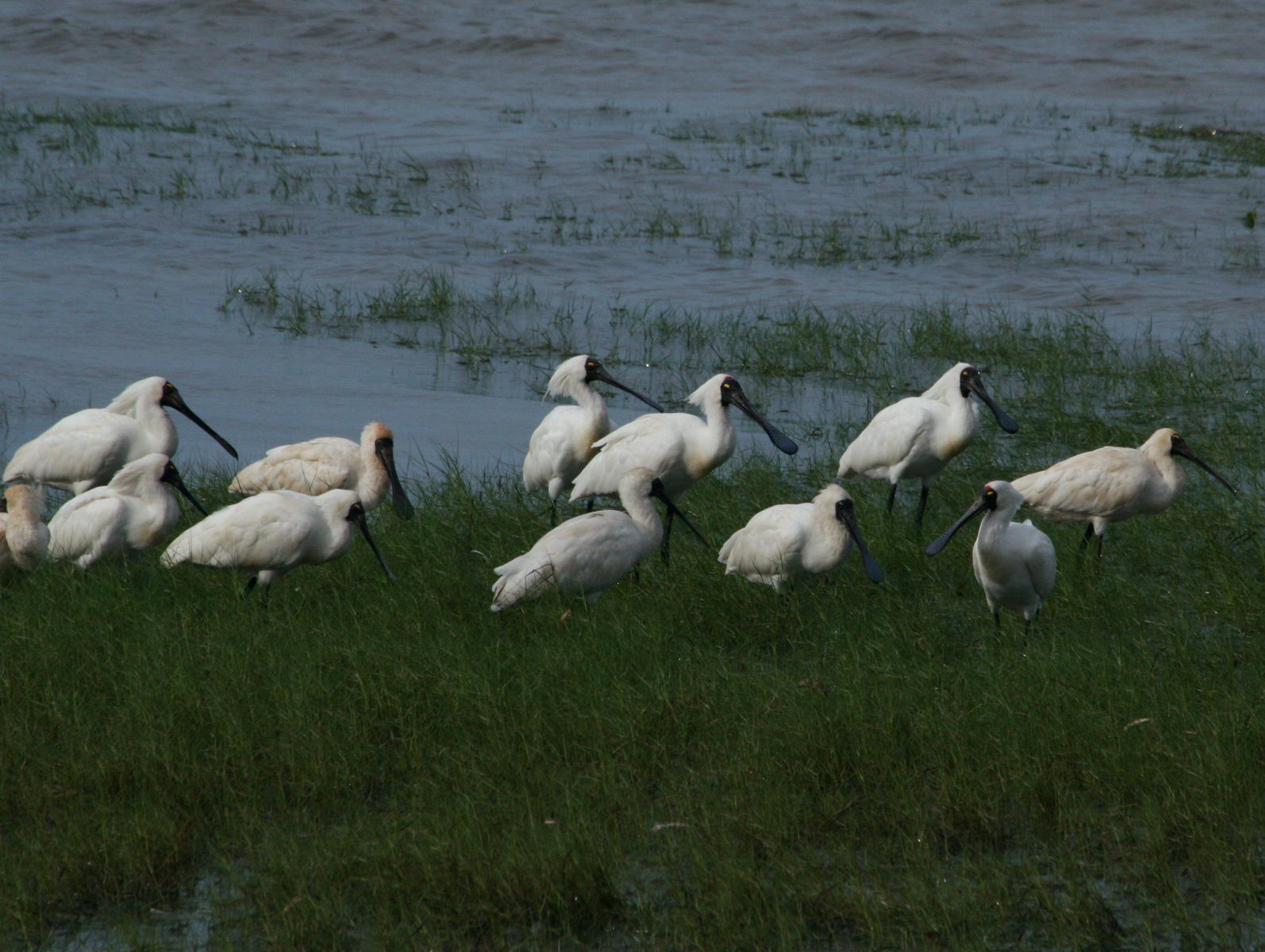
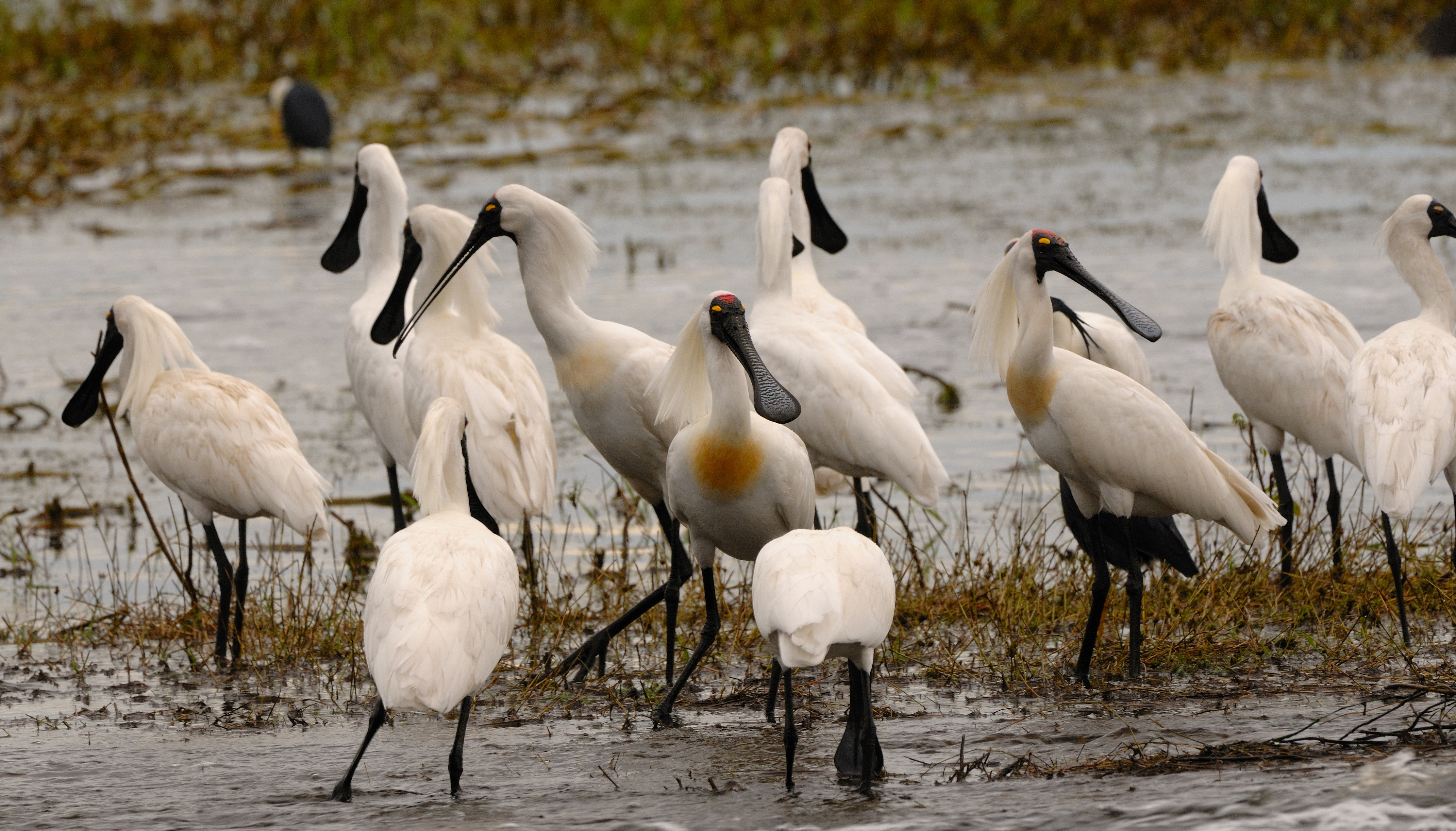
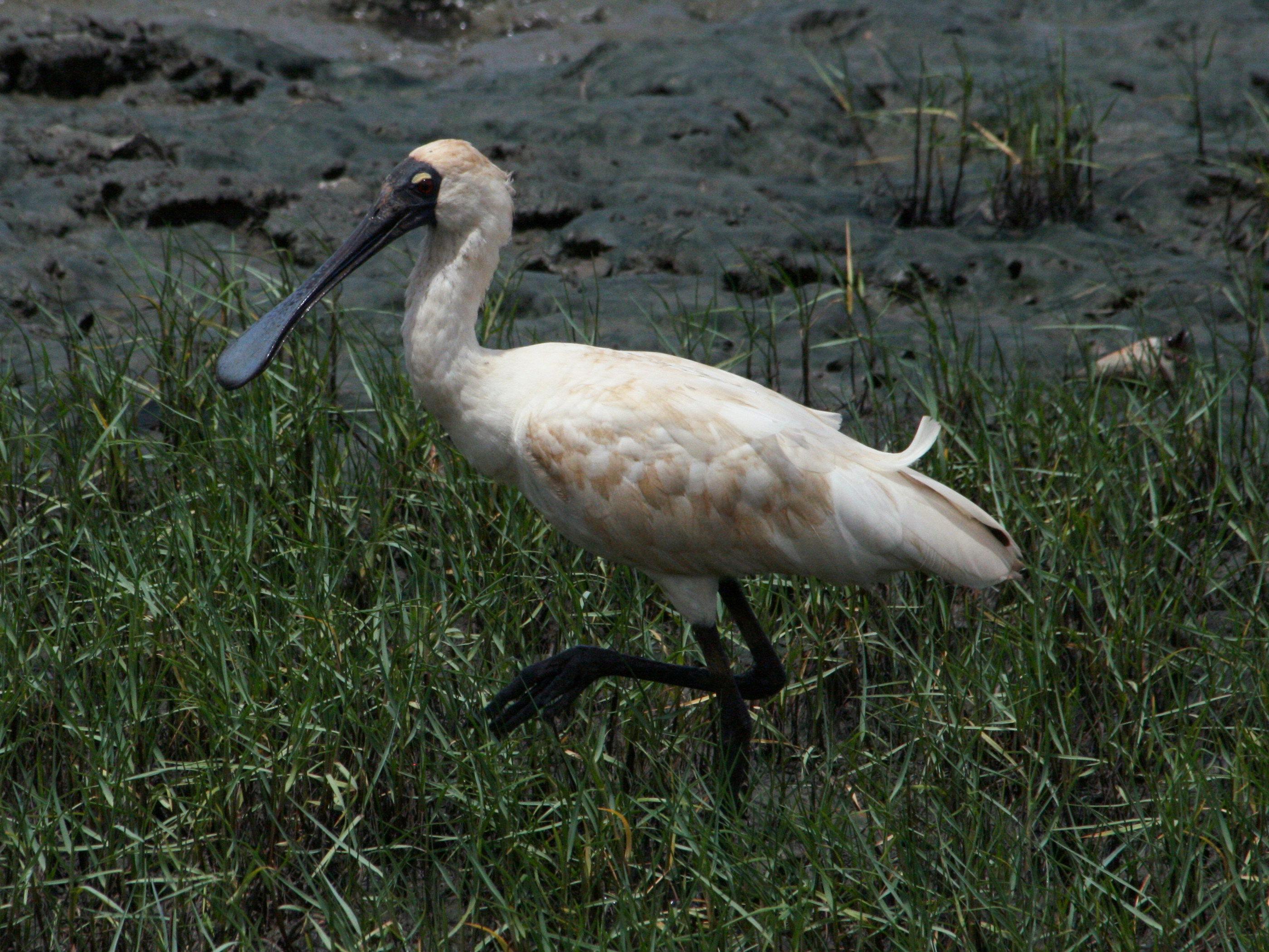